# 부르고스 CF
부르고스 CF(Burgos CF)는 스페인 카스티야이레온 지방 부르고스를 연고지로 한 축구 클럽이다.

## 선수 명단

### 현역
참고: FIFA 자격 규정에 따라 소속된 국가대표팀 국기를 표시합니다. 선수는 복수의 FIFA 비회원국 국적을 가지고 있을 수 있습니다.
| 번호 | 포지션 | 국적       | 이름            |
| ---- | ------ | ---------- | --------------- |
| 1    | GK     |            | 로익 바디아실레 |
| 4    | DF     | 콜롬비아   | 앤더슨 아로요   |
| 9    | FW     |            | 페르난도 니뇨   |
| 12   | MF     | 마르티니크 | 케빈 아팽       |

| 번호 | 포지션 | 국적 | 이름 |
| ---- | ------ | ---- | ---- |

## 역대 감독
| 감독          | 임기        |
| ------------- | ----------- |
| 라몬 칼데레   | 2012 ~ 2014 |
| 파치 살리나스 | 2017 ~ 2018 |

틀:부르고스 CF
틀:부르고스 CF 감독